# Inocybe subcarpta
Inocybe subcarpta är en svampart som beskrevs av Kühner & Boursier 1932. Enligt Catalogue of Life ingår Inocybe subcarpta i släktet Inocybe,  och familjen Inocybaceae, men enligt Dyntaxa är tillhörigheten istället släktet Inocybe,  och familjen Crepidotaceae. Arten är reproducerande i Sverige. Inga underarter finns listade i Catalogue of Life.